# Bäckgölen, Småland
Bäckgölen är en sjö i Vimmerby kommun i Småland och ingår i Motala ströms huvudavrinningsområde. Sjöns area är 0,033 kvadratkilometer och den är belägen 134 meter över havet.